# Liceo scientifico statale Guglielmo Marconi
Il liceo scientifico statale Guglielmo Marconi di Parma, dedicato al noto nobel per la fisica del 1909, è uno dei licei scientifici più antichi d'Italia, essendo stato costituito per mezzo della riforma Gentile del 1923.

## Storia
Il liceo nacque come "regio liceo scientifico di Parma" nel 1923, tale uno dei 37 licei scientifici istituiti, uno per provincia, dalla riforma Gentile.